# Niño Fidencio
El Niño Fidencio  (Irámuco, Guanajuato, 13 de noviembre de 1898 - Espinazo, Nuevo León, 1938) fue un famoso curandero mexicano. Su nombre verdadero fue José Fidencio Constantino Síntora, venerado ahora por la Iglesia Fidencista Cristiana. Su padre fue el jornalero Socorro Constantino, casado con María del Tránsito Síntora. Tuvo cuatro hermanos, Buenaventura, Socorro, Joaquín y Fulgencia. A la edad de 10 años, quedó huérfano de padre y madre. Su hermano dos años menor que él, José Joaquín Constantino Síntora, fue su compañero inseparable. La Iglesia católica no le reconoce estatus oficial de santo, pero su culto se ha extendido por gran parte del norte de México y el sur de Estados Unidos.
Asistió a la escuela de Irámuco Gto., donde cursó hasta el tercer año de primaria.

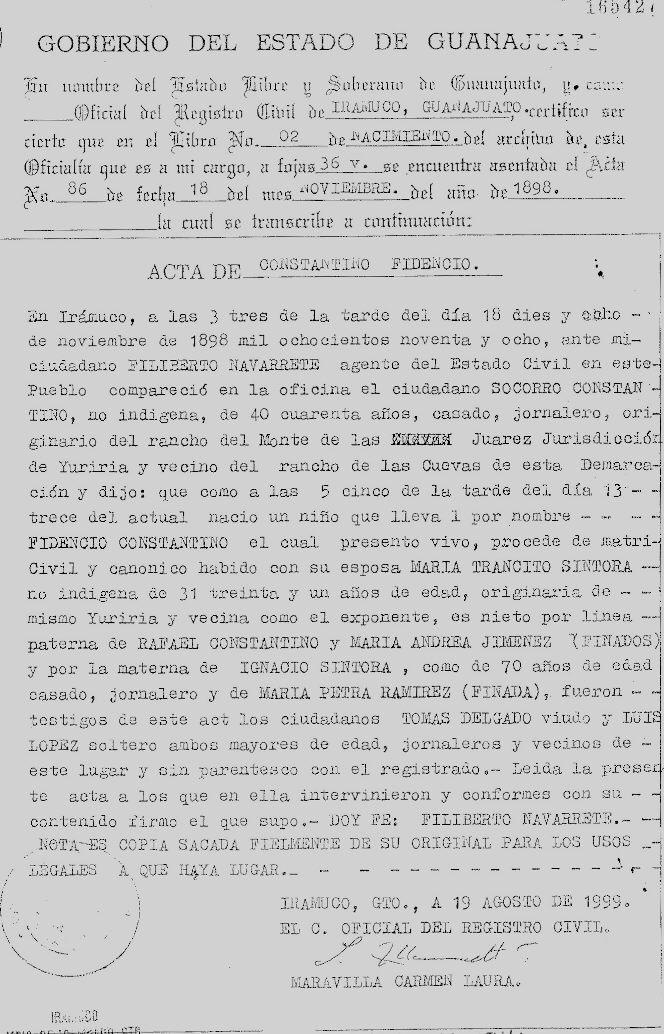
Acta de nacimiento del Niño Fidencio

En la escuela primaria conoció al sobrino del padre Segura, Enrique López de la Fuente, quien era el conserje y su amigo, posteriormente su protector. Ambos niños ayudaban al sacerdote en los oficios religiosos y se piensa que con él, Fidencio aprendió a realizar curaciones con hierbas.

## Adolescencia y vida adulta
En 1912, Enrique y Fidencio partieron a la ciudad de Morelia, Michoacán, donde este último trabajó como pinche hasta que su amigo decidió participar en la Revolución mexicana, hecho por el que se separaron por espacio de nueve años. Fue entonces que Fidencio partió a Loma Sola, Coahuila, donde vivió junto con su hermana Antonia. 
A la edad de quince años, Fidencio asistió a la escuela en Mina, Nuevo León, poblado cercano a Espinazo. Según lo que apunta Raúl Cadena, Fidencio no se desarrolló sexualmente, siempre fue lampiño, de voz aguda y nunca tuvo relaciones sexuales.
En 1921, Enrique regresó de la lucha revolucionaria y fue a trabajar para Antonio L. Rodríguez en la mina de San Rafael, en Espinazo. Ahí tuvo varios hijos y, ante la necesidad de alguien que los cuidase, acudió a su amigo de la infancia. Fidencio llegó al pueblo ese mismo año, y ahí permaneció toda su vida. Fue entonces cuando comenzó a realizar curaciones.
El 8 de febrero de 1928, el presidente Plutarco Elías Calles visitó Espinazo y acudió a una sesión curativa con el Niño Fidencio. Aunque, de acuerdo con las declaraciones de Enrique, nadie conoció el padecimiento del mandatario, se ha dicho que se trataba de lepra o herpes zóster, también una de sus hijas habría estado afectada.

## Curaciones
Se narra que Fidencio era famoso por realizar operaciones utilizando trozos de vidrio, sin anestesia y sin causar dolor alguno en sus pacientes, y por relacionar sus curaciones con lugares específicos del poblado, como un árbol de pirul desde el cual arrojaba frutas y objetos a los congregados a su alrededor, siendo curados quienes recibían el golpe; un columpio, y un charco lodoso ubicado en las afueras del poblado, donde sumergía a sus seguidores.
Según sus seguidores, Fidencio sigue obrando milagros a través de personas encauzadoras de sus poderes, denominadas Cajitas.

## Influencia
En vida, inspiró la aparición de multitud de imitadores e impostores, llegando incluso a confundirse la muerte de uno de ellos con la del original: la muerte del impostor fue anunciada por la prensa, y su funeral motivó una asistencia multitudinaria; la muerte de Fidencio llegó algo más de un año después. Décadas después, domina la economía de la población de Espinazo, pues su fama es la clave de la actividad turística del pueblo, así como de la venta de productos más o menos relacionados con sus curaciones y su persona.

## El Niño Fidencio en la cultura popular
- En 1980, CONACULTA, a través del IMCINE, produjo el documental Niño Fidencio, el taumaturgo de Espinazo.
- En noviembre del 2011 se estrenó una serie mexicana llamada "Niño Santo" basada en la historia del niño Fidencio.
- El escritor latinoamericano Felipe Montes dedicó una parte de su obra al Niño Fidencio, El Evangelio del Niño Fidencio, donde se plasma una visión mítico-fantástica de la vida de este personaje.
- Quentin Tarantino hace mención de él en la película Death Proof (A prueba de muerte).